# 首都航空 (美國)
首都航空（英語：Capital Airlines）是一家服务于美国东部的航空公司，于1961年合并入美国联合航空公司。它的主要枢纽是华盛顿特区附近的华盛顿国家机场，和宾夕法尼亚州匹兹堡附近的阿勒格尼县机场。在其鼎盛时期，首都航空曾是美国第五大国内航空公司。其总部设在华盛顿。

## 历史

### 事故
1940年8月31日- 在合并前的宾夕法尼亚州中部航空名下运作的道格拉斯DC-3A NC21789，离开华盛顿后进入强烈的雷暴中。 这架飞机被闪电或几乎被闪电击中，从6000英尺（1800米）到一片苜蓿地，造成机上的25个人全部死亡。这是当时最严重的美国飞机事故。
1946年1月6日，宾夕法尼亚州中部航空道格拉斯DC-3（注册号 NC21786）105班机从纽约市起飞 ，经停宾夕法尼亚州匹兹堡和田纳西州诺克斯维尔，在阿拉巴马州伯明翰伯明翰市机场试图仪表着陆至18号跑道时坠毁。 机长、副机师以及检查飞行员坐在驾驶舱的座位上在坠毁中丧生，数名乘客受伤，但没有乘客死亡。
1947年6月13日 - 宾夕法尼亚州中部航空公司的410班机，NC88842，从宾夕法尼亚州匹兹堡前往华盛顿特区途中，在距离西弗吉尼亚州查尔斯镇东南大约8英里的西弗吉尼亚州 Lookout Rock 附近坠毁，坠毁和随后的火灾导致飞机上的50名乘客全部死亡，这架道格拉斯DC-4也解体。